# Temporada de ciclones no Índico Norte de 2015
A temporada de ciclones de 2015 no Oceano Índico Norte foi um evento no ciclo anual de formação de ciclones tropicais. A temporada de ciclones do Norte do Oceano Índico não tem limites oficiais, mas os ciclones tendem a se formar entre os meses de abril e dezembro, com pico de maio a novembro. Essas datas delimitam convencionalmente o período de cada ano em que a maioria dos ciclones tropicais se forma no norte do Oceano Índico.
O escopo deste artigo é limitado ao Oceano Índico no Hemisfério Norte, a leste do Chifre da África e a oeste da Península Malaia. Existem dois mares principais no Oceano Índico Norte - o Mar Arábico a oeste do subcontinente indiano, abreviado como ARB pelo Departamento Meteorológico da Índia (IMD); e o Golfo de Bengala a leste, abreviado BOB pelo IMD.
O Centro Meteorológico Regional Especializado oficial nesta bacia é o Departamento Meteorológico da Índia (IMD), enquanto o Joint Typhoon Warning Center divulga avisos não oficiais. Em média, três a quatro tempestades ciclónicas se formam nesta bacia a cada temporada.
A temporada começou bem tarde em comparação com os últimos dois anos, com a primeira tempestade, Ashobaa, a não se desenvolver até 7 de junho. Ashobaa foi seguida por 2 depressões, antes de Komen se formar em julho. Komen produziu chuvas torrenciais no Bangladesh. Setembro não apresentou tempestades, antes de Chapala se formar no final de outubro. Chapala rapidamente se intensificou sobre o Mar da Arábia em uma tempestade ciclónica extremamente severa, tornando-se a mais forte no Mar da Arábia desde Gonu em 2007. Chapala também se tornou o único sistema de força de furacão a fazer desembarque no Iémen, e o primeiro desde 1922 em Socotra. Chapala foi seguido por Megh, que atingiu uma intensidade mais fraca na mesma área geral.

## Sistemas

### Tempestade ciclônica Ashobaa
Sob a influência do início contínuo de uma monção sudoeste, uma área de baixa pressão se formou em 6 de junho. Ele se consolidou lentamente, levando o Joint Typhoon Warning Center (JTWC) a emitir um alerta de formação de ciclone tropical (TCFA) em 6 de junho. No dia seguinte, o Departamento Meteorológico da Índia (IMD) emitiu seu primeiro comunicado para o sistema, designando-o ARB 01. Mais tarde, no mesmo dia, o JTWC relatou que a tempestade havia atingido a intensidade de um ciclone tropical e, em 8 de junho, o IMD transformou a tempestade em uma tempestade ciclônica, atribuindo-lhe o nome de Ashobaa. A tempestade continuou a seguir para noroeste por um tempo, antes de virar para oeste e enfraquecer devido ao cisalhamento do vento moderado a alto e interação com a terra.
Devido à maior parte da humidade ser atraída para a tempestade, o início da monção sudoeste sobre o subcontinente indiano foi interrompido. Chuvas torrenciais caíram em grande parte do leste de Omã, com a Ilha Masirah recebendo 225 mm (8.9 in) de chuva em um dia e mais de 250 mm (9.8 in) geral. Inundações significativas provocaram dezenas de evacuações, enquanto ventos fortes causaram quedas de energia. O alagamento foi relatado em Kalba e Fujairah, nos Emirados Árabes Unidos, devido a perturbações climáticas atribuídas a Ashobaa.

### Depressão BOB 01
Uma área de baixa pressão se desenvolveu na costa leste da Índia em 17 de junho, cerca de 135 nmi (250 km; 155 mi) leste-sudeste de Visagapatão. Nos dois dias seguintes, uma convecção profunda se desenvolveu ao longo da periferia sul e oeste do centro do sistema, predominantemente sob a influência do avanço da monção sudoeste. Devido ao cisalhamento do vento moderado a forte causado pela monção, a perturbação não se desenvolveu mais, e o JTWC relatou que ela se dissipou em 20 de junho. Ao mesmo tempo, no entanto, o IMD começou a rastrear este sistema como uma depressão, relatando rajadas de até 35 kn (65 km/h; 40 mph). A depressão atingiu a costa de Odisha no início de 21 de junho, entre Gopalpur e Puri. Sem mais informações, o IMD parou de rastrear o BOB 01 em 22 de junho.
O mar agitado da depressão pegou muitos navios de pesca desprevenidos, com pelo menos 150 pessoas relataram desaparecimento offshore em 21 de junho.  A grande maioria voltou para a costa com segurança ou foi resgatada em um dia; no entanto, teme-se que nove pescadores tenham se afogado. Todo o estado de Odisha foi colocado em alerta de 21 a 23 de junho. O sistema trouxe fortes chuvas para a maior parte do estado, com Malkangiri recebendo a maior, 13 in (320 mm) de chuva. O acesso a muitas cidades no distrito de Malkangiri foi bloqueado devido às inundações. Pelo menos seis mortes ocorreram em incidentes relacionados com as inundações.

### Depressão profunda ARB 02
Após a série de distúrbios das monções, uma nova onda de tempestades se organizou em uma área de baixa pressão em 21 de junho, no Mar da Arábia, na costa de Gujarat. A convecção profunda persistiu a oeste do sistema enquanto a circulação continuou a se desenvolver nas próximas 24 horas, e o IMD começou a rastreá-la como uma depressão, com o identificador ARB 02. ARB 02 continuou a evoluir e na noite de 22 de junho, o JTWC emitiu um TCFA no sistema, enquanto era 285 nmi (528 km; 328 mi) oeste-noroeste de Mumbai.
Chuvas torrenciais atingiram Gujarat, com pico de acumulação de 636 mm (25.0 in) em Bagasara, 511 mm (20.1 in) em Dhari, e 400 mm (16 in) em Variyav. Graves inundações ocorreram em toda a região, isolando muitos vilarejos na região de Saurashtra, e motivou a mobilização da Força Nacional de Resposta a Desastres e da Força Aérea Indiana. As enchentes no distrito de Amreli foram as piores em 90 anos; 600 dos 838 do distrito aldeias foram afetadas, 400 dos quais foram tornados inacessíveis por terra. Pelo menos 80 pessoas morreram na região, com Saurashtra sofrendo as maiores perdas. Dez leões asiáticos, uma espécie em extinção com apenas 523 indivíduos vivos documentados em maio de 2015 morreram durante as enchentes, enquanto mais de uma dúzia continuam desaparecidos. O governo de Gujarat estimou os danos em 16,5  ( US $ 258 milhões ); no entanto, o Congresso MLA Paresh Dhanani afirmou que os danos eram tão altos quanto 70 (US$ 1.09 mil milhões).

### Depressão Terrestre 01
Às 03:00 UTC (08:30 IST ) em 10 de julho, uma depressão se formou sobre a terra sobre Jharkhand, perto de Ranchi. Ele derivou em uma direção geralmente noroeste e se dissipou no início de 12 de julho sobre a periferia de Uttar Pradesh e áreas adjacentes de Haryana.
O sistema produziu chuvas extremamente fortes, quebrando o recorde na cidade de Gwalior, Madhya Pradesh, de quantidade máxima de chuva em 24 horas. A cidade recebeu 191 mm (8 in) de chuva em um dia quebrando o recorde anterior de 149.9 mm (6 in) que foi ambientado no mesmo período em 1947. A precipitação recebida também foi superior a 75% da precipitação média mensal de 250.7 mm (10 in) na cidade. Em Odisha, pelo menos 14 aldeias foram inundadas por enchentes diretamente ligadas à depressão. As autoridades da barragem de Hirakud anunciaram que liberariam águas no dia 13 de julho do rio Mahanadi. Os estados de Uttar Pradesh e Haryana também receberam chuvas torrenciais do sistema.

### Tempestade ciclônica Komen
Em 26 de julho, uma depressão se formou no interior do delta do Ganges. No início de 30 de julho, o sistema foi atualizado para uma tempestade ciclônica pelo IMD e nomeado como Komen enquanto fazia uma meia-volta. Em 2 de agosto, Komen não era mais um ciclone tropical.
Chuvas torrenciais afetaram grande parte de Mianmar, causando inundações generalizadas. Pelo menos 46 pessoas foram mortas e mais de 200.000 foram afetadas. Além disso, pelo menos 17.000 casas foram destruídas. Chuvas tremendas caíram em todo o sudeste de Bangladesh, com acumulações de Komen e o sistema de monções originado de atingir 1.051,2 mm em Chatigão. As inundações resultantes mataram pelo menos 23 pessoas e afetou mais de 130.400. Um deslizamento de terra no distrito de Bandarban matou seis pessoas. Inundações em Orissa, Índia, mataram cinco pessoas e afetaram pelo menos 480.399. Pelo menos 69 pessoas morreram em toda a Bengala Ocidental devido a vários incidentes direta e indiretamente causados pela tempestade, como eletrocussão e picadas de cobra. Um total de 272.488 casas foram destruídas, enquanto outras 55.899 danos sustentados. Pelo menos 21 pessoas morreram em Manipur, 20 dos quais morreram em um deslizamento de terra que atingiu a aldeia de Joumol.

### Depressão sobre terra 02
Um cavado sobre Madhya Pradesh desviou-se para o oeste para o leste do Rajastão e levou à formação de uma área de baixa pressão em sua vizinhança em 24 de julho. Continuando em sua trilha para oeste, o sistema se tornou mais organizado e se intensificou em uma depressão em 27 de julho, a oeste de Jodhpur. Uma perturbação no oeste do Paquistão e áreas adjacentes de Jammu e Caxemira impediu que o sistema se movesse mais ao norte para porções mais secas do Rajastão. Isso permitiu que se intensificasse ainda mais em uma depressão profunda, cerca de 110 km (68 mi) sudeste de Barmer. No entanto, o sistema acelerou principalmente em direção ao norte em 29 de julho, absorvendo ar seco ao longo de seu caminho. Ele enfraqueceu rapidamente e se dissipou ao norte de Bikaner no dia seguinte.
Chuvas fortes trazidas pelo sistema levaram a inundações repentinas nos distritos de Rajastão e Gujarat. Como resultado, o ministro-chefe de Gujarat, Anandiben Patel, ordenou que equipes de resgate realizassem atividades de socorro em Kutch, Patan, Banaskantha e outros distritos do estado.

### Depressão Terrestre 03
Uma depressão se forma em Madia Pradexe em 4 de agosto e tem ventos máximos de 45 km/h (28 mph). um dia depois enfraqueceu bem demarcada a área de baixa pressão. Fez seu impacto em Madhya Pradesh.

### Depressão profunda ARB 03
No início de outubro, uma área de baixa pressão se formou sobre o Mar da Arábia. Ele se consolidou lentamente, levando o JTWC a emitir um TCFA em 7 de outubro. Em 9 de outubro, o IMD passou a emitir seus pareceres para o sistema, designando-o ARB 03. Durante as últimas horas de 9 de outubro, o JTWC afirmou que a tempestade havia atingido ventos fortes e deu início aos seus avisos. No dia seguinte, a depressão intensificou-se para uma depressão profunda, atingindo seu pico de intensidade com velocidades de vento sustentadas em 55 km/h (34 mph) e uma pressão central mínima estimada perto de 1,001 mbar (29.6 inHg). Nos dias seguintes, a tempestade seguiu geralmente em direção ao noroeste, onde encontrou áreas com baixa umidade de nível médio a alto na atmosfera. O sistema lutou para manter sua intensidade e enfraqueceu, o que levou o JTWC a emitir seu aviso final sobre o ARB 03 na manhã de 11 de outubro. No dia seguinte, o IMD relatou que a tempestade havia degenerado em uma área de baixa pressão bem marcada.
A tempestade, estando sobre a água durante toda a sua vida, não impactou diretamente nenhuma massa de terra. No entanto, sob a influência das bandas de chuva da tempestade, fortes chuvas atingiram o distrito de Kanyakumari em Tamil Nadu, na Índia. O reservatório de Chittar I, uma barragem perto de Kanyakumari, registou 216.4 mm (8.52 in) de chuva.

### Tempestade ciclônica extremamente severa Chapala
Uma área de baixa pressão se formou sobre o Mar da Arábia em 26 de outubro. Ele se consolidou lentamente, levando o IMD a classificá-lo como uma depressão em 28 de outubro. Mais tarde, no mesmo dia, o JTWC emitiu o Alerta de formação de ciclone tropical (TCFA) para o sistema, e o IMD atualizou a tempestade para intensidade de depressão profunda. Seguiu-se uma intensificação adicional, fazendo com que o IMD atualizasse o sistema para uma tempestade ciclônica, batizando-o de Chapala. Ao longo das horas seguintes, a tempestade se intensificou em uma tempestade ciclônica severa e depois em uma tempestade ciclônica muito severa. A rápida intensificação começou e Chapala foi transformada em uma tempestade ciclônica extremamente severa em 30 de outubro. Em 3 de novembro, atingiu o Iêmen como uma tempestade ciclônica muito severa, tornando-se o primeiro ciclone tropical com intensidade de furacão a atingir o país em registo. Chapala enfraqueceu rapidamente no terreno montanhoso do Iêmen continental e foi observada pela última vez como uma área de baixa pressão no dia seguinte.
Chapala causou danos generalizados no Iêmen, Socotra e na região de Puntland , na Somália. Ventos fortes, ondas fortes e chuvas fortes afetaram a costa sul do Iêmen, com áreas na região recebendo 610 mm (24 in) da precipitação ao longo de 48 horas, ou 700% da precipitação média anual. A tempestade causou graves inundações ao longo da costa, incluindo em Mukalla, a quinta maior cidade do país, onde a orla marítima foi destruída por ondas que ultrapassaram 9 m (30 ft). Ao passar ao norte de Socotra, Chapala trouxe chuvas fortes e ventos fortes enquanto inundava a parte nordeste da ilha. Grandes ondas produzidas por Chapala causaram extensos danos costeiros no leste de Puntland, com várias estruturas, barcos e estradas destruídos. Um navio iraniano virou no mar em 1 de novembro, matando uma pessoa.

### Tempestade ciclônica extremamente severa Megh
Uma área de baixa pressão consolidou-se em uma depressão em 5 de novembro. Ele se intensificou ainda mais, levando o JTWC a emitir um TCFA e o IMD para elevá-lo a uma depressão profunda. Nos dias seguintes, a convecção da tempestade floresceu à medida que as condições ambientais se recuperavam. Em 8 de novembro, Megh rapidamente se intensificou em uma tempestade ciclônica extremamente severa marginal, com pico com ventos superiores a 175 km/h (109 mph) e uma pressão central mínima de 964 mbar (28.5 inHg). Mantendo a intensidade, a tempestade atingiu pela primeira vez Socotra e rumou para o oeste, contornando a ponta norte da Somália. Megh fez uma curva na direção oeste-noroeste e fez seu segundo landfall na costa do Iêmen em 10 de novembro e enfraqueceu em uma área de baixa pressão bem marcada sobre o Iêmen continental.
O desembarque de Megh sobre a ilha de Socotorá como uma tempestade equivalente à Categoria 3 causou extensa devastação, matando pelo menos dezoito pessoas e ferindo dezenas de outras. Outras seis pessoas ficaram desaparecidas na ilha. Mais de 500 casas foram completamente destruídas e outras 3.000 foram danificadas. Além disso, centenas de barcos de pesca foram danificados e mais de 3.000 famílias foram deslocadas como resultado do Megh.

### Depressão profunda BOB 03
Uma área de baixa pressão consolidou-se em uma depressão em 8 de novembro. Ele se intensificou lentamente, fazendo com que o JTWC emitisse um Alerta de Formação de Ciclone Tropical (TCFA) para o sistema, mas acabou sendo cancelado apesar da melhora na aparência antes do desembarque. Mais tarde, o IMD atualizou o sistema para uma depressão profunda antes de cruzar a costa de Tamil Nadu perto de Puducherry no dia seguinte com velocidades de vento de pico de 55 km/h (34 mph) e uma pressão central mínima de 991 hPa (29.3 inHg). Devido à interação da terra e ao alto cisalhamento do vento vertical, o sistema enfraqueceu em uma área de baixa pressão bem marcada ao norte de Tamil Nadu em 10 de novembro.
A tempestade trouxe fortes chuvas sobre os distritos costeiros de Tamil Nadu. Neyveli, uma cidade mineira a sudoeste de Puducherry, registou 139 mm (5.5 in) de chuva em 9 de novembro e 483 mm (19.0 in) de chuva em 10 de novembro dos quais 450 mm (18 in) caiu dentro de um período de 9 horas. Pelo menos 71 pessoas foram mortas em vários incidentes, principalmente relacionados a enchentes, em Tamil Nadu.

## Efeitos sazonais
Esta é uma tabela de todas as tempestades na temporada de ciclones de 2015 no Oceano Índico Norte. Ele menciona todas as tempestades da temporada e seus nomes, duração, intensidades de pico (de acordo com a escala de tempestades do IMD), danos e totais de mortes. Os totais de danos e mortes incluem os danos e mortes causados quando aquela tempestade era uma onda precursora ou baixa extratropical, e todos os números de danos estão em USD 2015.
| Nome                | Datas ativo                | Classificação máxima                     | Velocidade de vento sustentados | Pressão               | Áreas afetadas                      | Danos (USD)     | Fatalidades | Refs   |
| ------------------- | -------------------------- | ---------------------------------------- | ------------------------------- | --------------------- | ----------------------------------- | --------------- | ----------- | ------ |
| Ashobaa             | 7 de junho – 12            | Tempestade ciclónica                     | 85 km/h (50 mph)                | 990 hPa (29.23 inHg)  | Omã, Emirados Árabes Unidos         | Menor           | Nenhum      |        |
| BOB 01              | 20 de junho – 21           | Depressão                                | 45 km/h (30 mph)                | 994 hPa (29.36 inHg)  | Índia Oriental                      | Menor           | 15          |        |
| ARB 02              | 22 de junho – 24           | Depressão profunda                       | 55 km/h (35 mph)                | 988 hPa (29.18 inHg)  | Índia Ocidental                     | $260 000 000    | 81          |        |
| LAND 01             | 10 de julho – 12           | Depressão                                | 45 km/h (30 mph)                | 994 hPa (29.36 inHg)  | Norte Índia, Nepal                  | Nenhum          | Nenhum      |        |
| Komen               | 26 de julho – agosto 2     | Tempestade ciclónica                     | 75 km/h (45 mph)                | 986 hPa (29.12 inHg)  | Bangladesh, Myanmar, Noroeste Índia | $677 800 000    | 187         |        |
| LAND 02             | 27 de julho – 30           | Depressão profunda                       | 55 km/h (35 mph)                | 994 hPa (29.36 inHg)  | Índia Central                       | Nenhum          | Nenhum      |        |
| LAND 03             | 4 de agosto                | Depressão                                | 45 km/h (30 mph)                | 998 hPa (29.47 inHg)  | Índia Central                       | Nenhum          | Nenhum      |        |
| LAND 04             | 16 de setembro – 19        | Depressão profunda                       | 55 km/h (35 mph)                | 996 hPa (29.41 inHg)  | Central India                       | Nenhum          | Nenhum      |        |
| ARB 03              | 9 de outubro – 12          | Depressão profunda                       | 55 km/h (35 mph)                | 1000 hPa (29.53 inHg) | Nenhum                              | Nenhum          | Nenhum      |        |
| Chapala             | 28 de outubro – novembro 4 | Tempestade ciclónica extremamente severa | 215 km/h (130 mph)              | 940 hPa (27.76 inHg)  | Omã, Somália, Iémen                 | >$100 000 000   | 8           | [ 67 ] |
| Megh                | 5 de novembro – 10         | Tempestade ciclónica extremamente severa | 175 km/h (110 mph)              | 964 hPa (28.47 inHg)  | Omã, Somália, Iémen                 | Desconhecido    | 18          |        |
| BOB 03              | 8 de novembro – 10         | Depressão profunda                       | 55 km/h (35 mph)                | 991 hPa (29.26 inHg)  | Sul da Índia, Sri Lanka             | Desconhecido    | 71          |        |
| Totais da temporada |                            |                                          |                                 |                       |                                     |                 |             |        |
| 12 systems          | 7 de junho – novembro 10   |                                          | 215 km/h (130 mph)              | 940 hPa (27.76 inHg)  |                                     | >$1 037 800 000 | 380         |        |